# A Tribute to Clifford Brown
Lem Winchester and the Ramsey Lewis Trio (підзаголовок Perform a Tribute to Clifford Brown) — дебютний студійний альбом американського джазового вібрафоніста Лема Вінчестера з тріо Рамсі Льюїса, випущений у 1958 році лейблом Argo. Альбом присвячений трубачу Кліффорду Брауну.

## Опис
Ця сесія стала дебютною для Лема Вінчестера в якості соліста, на якій він грає на вібрафоні з раннім тріо Рамсі Льюїса, присвятивши альбом трубачу Кліффорду Брауну. Гурт виконує дві з найкращих композицій Брауна («Joy Spring» і «Sandu»), чотири стандарти (включаючи «Jordu»), маловідоміу «A Message from Boysie», і «Where It Is» Вінчестера. Сесія є гарним прикладом оригінального стилю гри Рамсі Льюїса на фортепіано.

## Список композицій
1. «Joy Spring» (Кліффорд Браун) — 3:23
2. «Where It Is» (Лем Вінчестер) — 4:27
3. «Sandu» (Кліффорд Браун) — 6:12
4. «Once in a While» (Майкл Едвардс, Бад Грін) — 5:28
5. «Jordu» (Дюк Джордан) — 3:23
6. «It Could Happen to You» (Джиммі Ван Гейзен, Джонні Берк) — 3:39
7. «Easy to Love» (Коул Портер) — 3:34
8. «A Message from Boysie» (Роберт Лоуері) — 5:08

## Учасники запису
- Лем Вінчестер — вібрафон
- Рамсі Льюїс — фортепіано
- Ел Ді Янг — контрабас
- Айзек «Ред» Голт — ударні

Технічний персонал
- Дейв Ашер — продюсер
- Малколм Чісгольм — інженер
- Вільям Гопкінс — дизайн (обкладинка)